# Kukurydza zwyczajna
Kukurydza zwyczajna (Zea mays) – gatunek rośliny jednorocznej z rodziny wiechlinowatych. Roślina ciepło- i światłolubna. Należy do zbóż. Pochodzi z Meksyku, ale nie występuje w formie dzikiej. Największymi producentami są Stany Zjednoczone, Chiny i Brazylia. W 2018 roku produkcja na świecie wyniosła 1147,6 mln ton.

## Historia
Kukurydza była uprawiana w Meksyku już co najmniej 6,7 tys. lat temu. Kultury starożytnych Majów i Azteków są silnie związane z uprawą kukurydzy. Była ona dla nich bazą materialną, obiektem wierzeń i kultu religijnego. Pierwsze sposoby korzystania z kukurydzy opisał Krzysztof Kolumb, on też podobno nadał jej nazwę „mais”. Po odkryciu Ameryki kukurydza została przywieziona do Australii, Azji, Afryki i Europy. Najwcześniej uprawa kukurydzy skoncentrowała się w Portugalii i Hiszpanii. Na przełomie XVI i XVII wieku dotarła do Szwajcarii, Francji, Włoch, krajów bałkańskich i północnej Europy.
Do Polski to zboże przywieziono z Rumunii lub Węgier w XVIII w.

## Morfologia

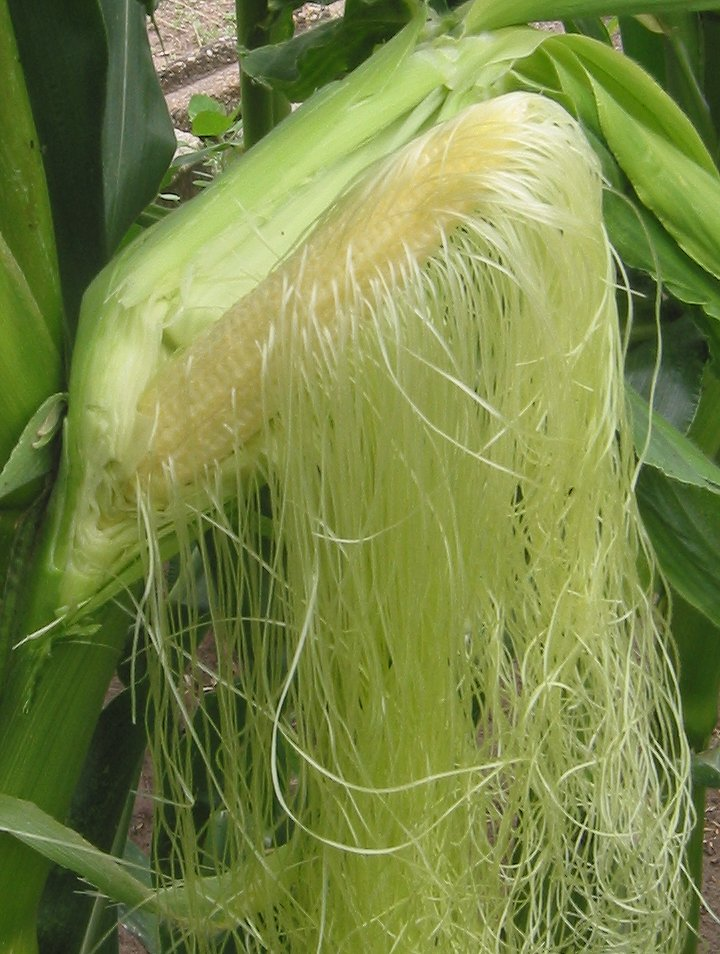
Kwitnąca kolba kukurydzy cukrowej

PokrójO wzniesionym, pojedynczym źdźble, wysokości 0,5 do 2,5 m – zależnie od odmiany (w tropikach nawet do 6 m).
ŁodygaW węzłach pełna, międzywęźla wypełnione gąbczastym rdzeniem. W wilgotniejszym klimacie niektóre odmiany w węzłach tworzą przybyszowe korzenie podporowe.
LiścieSkrętoległe, sfalowane, o szerokiej blaszce i krótkim języczku, z wierzchu lekko omszone, pojedynczo wyrastające z węzła.
KwiatyRoślina jednopienna i wiatropylna (anemogamia). Kwiatostany kwiatów męskich w postaci wiechy złożonej o długości 10 do 40 cm są osadzone na wierzchołkach źdźbeł. Wiecha składa się z licznych, dwukwiatowych kłosków osadzony parami, spiralnie, na osi kwiatostanowej. W kwiecie trzy pręciki z pylnikami zawierającymi do 2500 ziaren pyłku. Kwiatostany żeńskie osadzone na skróconych pędach bocznych przekształconych w osadki tworzące kolby stojące pojedynczo w pachwinach liści, okryte pochwami liściowymi. Kłoski kolby są dwukwiatowe, z których jeden ma normalnie rozwinięty słupek z bardzo długim znamieniem (nawet do 70 cm), drugi jest szczątkowy, niezdolny do zapłodnienia i tworzenia nasion. Masa kwitnącej kolby waha się od 40 do 500 g.
OwocZiarniak o bardzo zmiennym kształcie i ubarwieniu zależnym od odmiany (patrz zdjęcie). Dojrzałe od koloru białego poprzez żółty, pomarańczowy, brunatny do ciemnofioletowego.
System korzeniowyWiązkowy, sięgający od 100 do 200 cm w głąb gleby. Niektóre odmiany wydzielają do gleby substancje zapachowe wabiące maleńkie nicienie, a te zabijają larwy szkodników – stonkę kukurydzianą.

## Systematyka
W obrębie gatunku wyróżnia się cztery podgatunki i bardzo liczne odmiany uprawne i ich grupy.
Podgatunki:
- Zea mays L. subsp. huehuetenangensis (H. H. Iltis & Doebley) Doebley
- Zea mays L. subsp. mays
- Zea mays L. subsp. mexicana (Schrad.) H. H. Iltis
- Zea mays L. subsp. parviglumis H. H. Iltis & Doebley

Grupy odmian uprawnych:
- Zea mays L. subsp. mays Grupa Amylacea

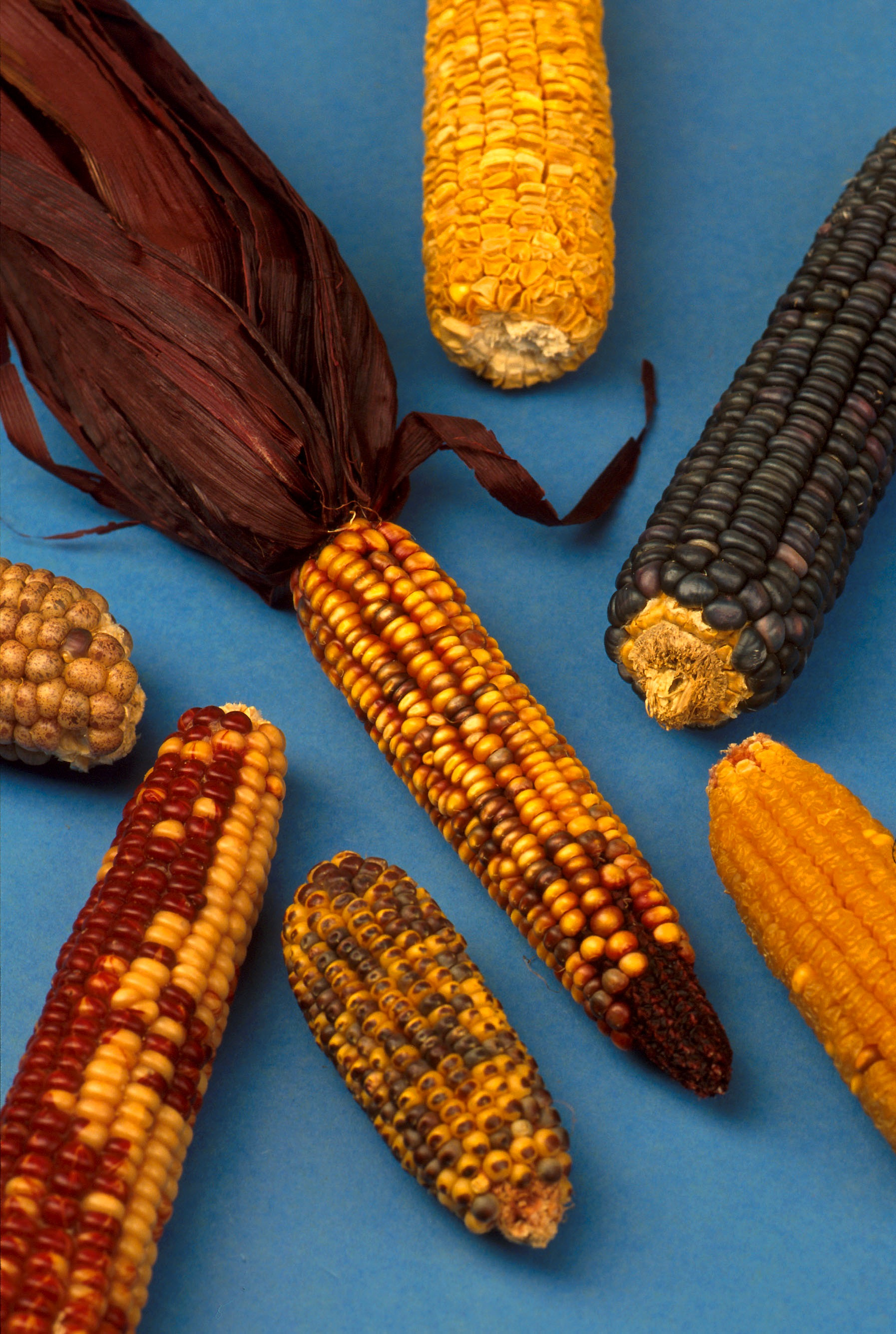
Kolby różnych odmian

- Zea mays L. subsp. mays Grupa Everta – kukurydza pękająca
- Zea mays L. subsp. mays Grupa Indentata – kukurydza koński ząb – owoce tworzą ziarna spłaszczone, o wydłużonym kształcie z wgłębieniem na wierzchołku. Zaletą odmiany jest tworzenie bardzo dużej ilości masy zielonej, która w postaci zielonki, kiszonki oraz zmielonego suszu jest bardzo cenną paszą dla bydła i trzody.
- Zea mays L. subsp. mays Grupa Indurata – kukurydza twarda (kukurydza zwykła) – wyróżnia się odmiany drobno- i gruboziarniste. Ziarna mają gładkie, głównie o barwie żółtopomarańczowej i szklistym przełomie. Ziarno w postaci śrutowanej jest jedną z najcenniejszych pasz dla tuczników. Jednocześnie służy do produkcji mąk i kasz.
- Zea mays L. subsp. mays Grupa Saccharata – kukurydza cukrowa – Ziarno pomarszczone, wewnątrz szkliste. Najczęściej wykorzystywana jako warzywo do produkcji mrożonek i konserw.

## Zastosowanie
Podstawowe kierunki wykorzystania kukurydzy:
- przemysł młynarski i inne zastosowania spożywcze,
- produkcja fruktozy,
- produkcja furfurolu,
- produkcja krochmalu,
- produkcja alkoholu,
- produkcja biogazu,
- produkcja polilaktydu
- spalanie (surowiec energetyczny).

### Wykorzystanie w sztuce kulinarnej i przemyśle spożywczym

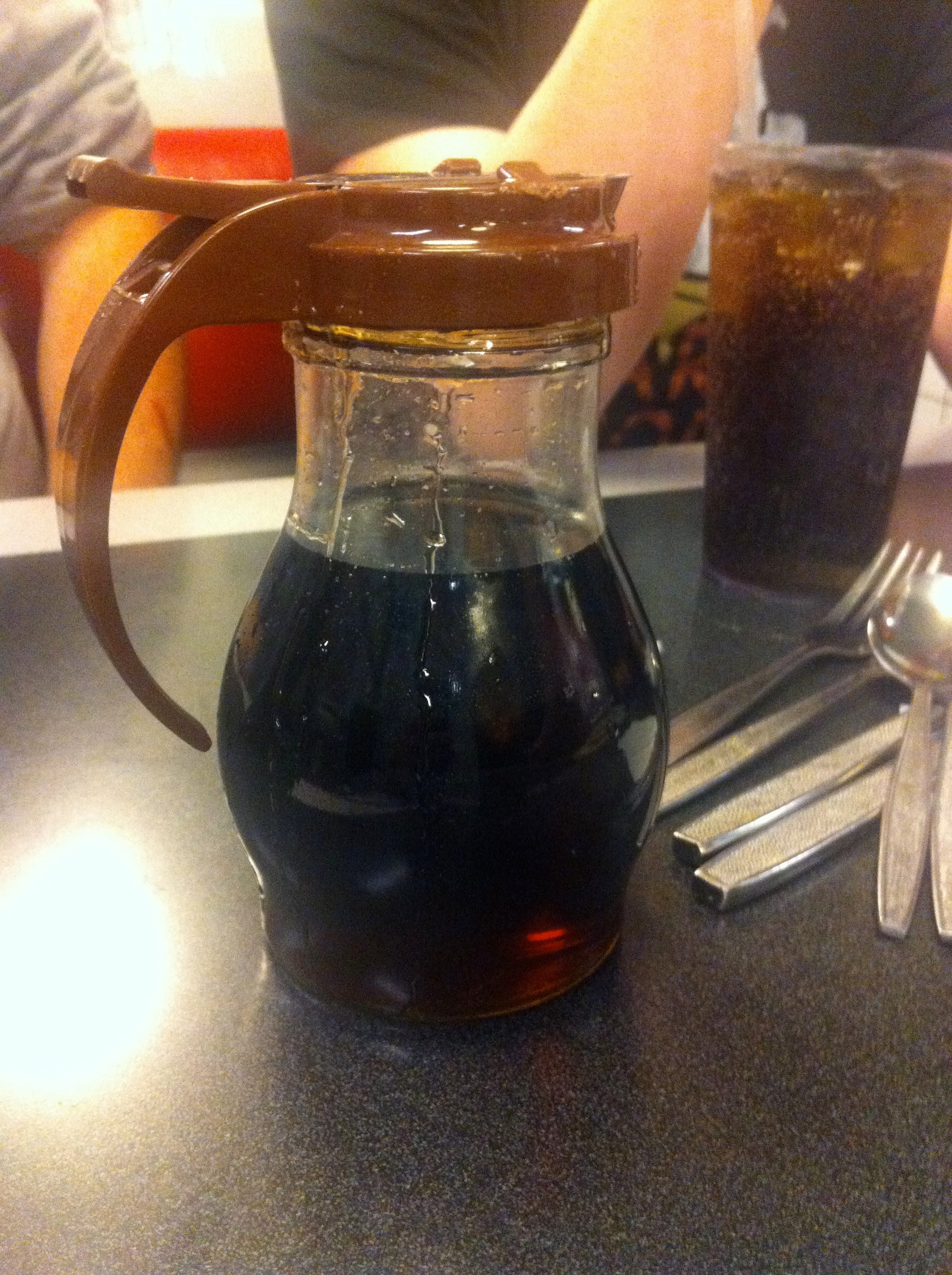
Dzbanek syropu kukurydzianego

Kukurydza stanowi istotny składnik kuchni meksykańskiej.
W innych kuchniach, wśród najbardziej znanych potraw z kukurydzy wyróżnić można polentę i mamałygę.
Przykładowe produkty wytwarzane z ziaren kukurydzy, dostępne w handlu:
- olej kukurydziany
- syrop kukurydziany – stosowany najczęściej jako dodatek do deserów
- skrobia kukurydziana (mazeina)
- mąka kukurydziana
- kasza kukurydziana
- suszone ziarna (specjalnych odmian) przeznaczone do prażenia popcornu
- płatki kukurydziane – rodzaj płatków śniadaniowych
- ziarno preparowane – przeznaczone do bezpośredniego spożycia
- biała kukurydza(inne języki), czyli suszone ziarna specjalnych odmian kukurydzy gotowane w wodzie z dodatkiem wapna – wykorzystywane m.in. do przygotowania meksykańskiej zupy pozole
- kukurydza konserwowa
- mrożonki
- surówki
- sałatki

Nasiona kukurydzy zwyczajnej stosowane są także jako popularna przynęta wędkarska przy połowie karpia, amura oraz innych ryb spokojnego żeru.

### Roślina lecznicza
- Surowiec zielarski: Znamię kukurydzy – Stigma Maydis, skrobia kukurydziana – Amylum Maydis
- Działanie: znamiona kukurydzy stosuje się jako lek moczopędny oraz w pewnym stopniu przeciwzapalny i rozkurczowy w przypadku trudności w oddawaniu moczu. W zapaleniu miedniczek nerkowych i pęcherza oraz w obrzękach wywołanych niewydolnością krążenia i nerek. Stosuje się je również jako lek żółciopędny i pomocniczo w zapaleniu wątroby[14]. Skrobia jest stosowana jako środek pomocniczy w produkcji preparatów farmaceutycznych[15].

### Znaczenie kulturowe
- Według mitologii Majów pierwsi ludzie zostali ulepieni przez bogów z ciasta kukurydzianego[16].

## Uprawa

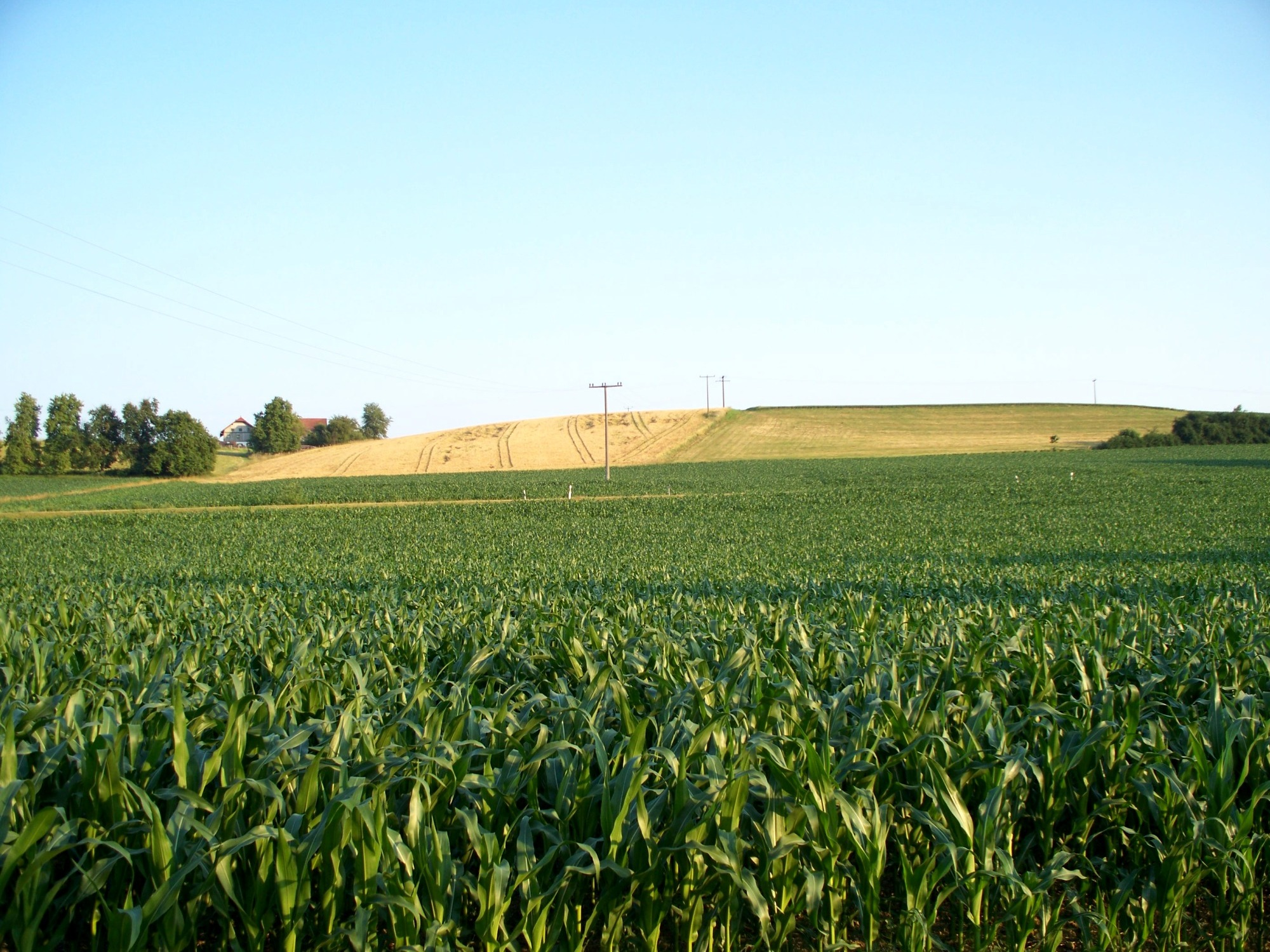
Łan kukurydzy

Roślina uprawna – cechuje ją duża wydajność i wartość pokarmowa. W krajach słabo rozwiniętych jest podstawą wyżywienia, w krajach wysoko rozwiniętych – stosowana jest głównie jako pasza dla zwierząt gospodarskich.
Kukurydza jest ciepłolubna do zakiełkowania potrzebuje temperatury powyżej 10 °C, a w kolejnych etapach wegetacji powyżej 16 °C. W temperaturze około 22 °C następuje największy przyrost kukurydzy. W związku z tym idealne warunki dla rozwoju rośliny zapewnia klimat podzwrotnikowy, dobrze adaptuje się również w klimacie umiarkowanym. Pomimo dużych wymagań klimatycznych, kukurydza posiada duże zdolności do przystosowywania się do różnych warunków środowiskowych, uprawiana jest bowiem nawet na relatywnie wysokich szerokościach geograficznych (56°N w Kanadzie i Rosji).
W Europie główne obszary uprawy kukurydzy występują na terenach Ukrainy, Rumunii, Węgier, Francji oraz Serbii.
Dzięki bogatemu i głębokiemu systemowi korzeniowemu kukurydza ma niższe wymagania wodne w porównaniu z innymi zbożami. Dobrze radzi sobie w czasie niedoboru wilgoci. Optymalne warunki wilgotnościowe stwarza klimat o rocznych opadach w wysokości 450–600 mm oraz korzystnym ich rozkładzie w czasie wegetacji.
Wymagania glebowe dla kukurydzy nie są wysokie, może być uprawiana na różnych glebach, niemniej preferuje gleby głębokie, ciepłe o dużej pojemności wodnej takie jak czarnoziemy, czarne ziemie oraz lessy. Najlepszy odczyn gleby dla kukurydzy to obojętny.
Istotne znaczenie dla wielkości plonów ma także gęstość siewu. W przypadku gleb cięższych, zasobnych w wodę i składniki pokarmowe, lepsze plony uzyskuje się przy większej obsadzie roślin. W przypadku gleb lżejszych, gdzie ilość składników pokarmowych jest mniejsza, lepsze plonowanie uzyskuje się przy mniejszej obsadzie roślin.
Kukurydza może być uprawiana po sobie, źle reaguje na stanowiska zbierane wcześniej ciężkim sprzętem mechanicznym, ponieważ ziemia jest zbita np. po burakach cukrowych. Zabiegi gleby na wiosnę należy ograniczyć do minimum (jeden przejazd agregatem uprawnym, głębokość 5–7 cm), orka zimowa około 30 cm.
Kukurydza bardzo zdecydowanie reaguje na stosowanie uproszczeń w uprawie roli, co objawia się opóźnionymi wschodami, wolniejszym rozwojem aż w końcu mniejszą wysokością i z reguły niższym plonem w porównaniu z uprawą tradycyjną.
Możliwości plonowania kukurydzy określa się na 250 kwintali suchego ziarna z hektara.
Odmiany kukurydzy różnią się wczesnością dojrzewania. Przyjęto system cyfrowych oznaczeń grup wczesności zwanych liczbami FAO:
- Do FAO 190 – odmiany bardzo wczesne
- FAO 200-220 – odmiany wczesne
- FAO 230-240 – odmiany średnio wczesne
- FAO 250-290 – odmiany średnio późne
- FAO 300 i powyżej – odmiany późne

Lista największych producentów kukurydzy na świecie w 2018 roku
| Lp. | Państwo           | Ilość (tony)  |
| --- | ----------------- | ------------- |
| 1   | Stany Zjednoczone | 392.450.840   |
| 2   | Chiny             | 257.173.900   |
| 3   | Brazylia          | 82.288.298    |
| 4   | Argentyna         | 43.462.323    |
| 5   | Ukraina           | 35.801.050    |
| 6   | Indonezja         | 30.253.938    |
| 7   | Indie             | 27.820.000    |
| 8   | Meksyk            | 27.169.977    |
| 9   | Rumunia           | 18.663.939    |
| 10  | Kanada            | 13.884.800    |
| 11  | Francja           | 12.667.393    |
| 12  | Południowa Afryka | 12.510.000    |
| 13  | Rosja             | 11.419.020    |
| 14  | Nigeria           | 10.155.027    |
| 15  | Węgry             | 7.963.217     |
| 16  | Filipiny          | 7.771.919     |
| 17  | Etiopia           | 7.360.201     |
| 18  | Egipt             | 7.300.000     |
| 19  | Serbia            | 6.964.770     |
| 20  | Pakistan          | 6.308.897     |
| …   | Polska            | 3.864.028     |
|     | Świat             | 1.147.621.938 |

### Produkcja kukurydzy w Polsce
W latach 1961–1974 uprawiano w Polsce kukurydzę na niewielką skalę. Przeciętna produkcja wynosiła 15,5 tysiąca ton. Od roku 1975 (a zwłaszcza od 1988 r.) notuje się dynamiczny wzrost plonów przedzielany okresami względnej stagnacji. W 2012 r. produkcja sięgnęła 4 miliony ton, co czyni kukurydzę jednym z najważniejszych zbóż w Polsce. W Polsce zbiory za rok 2021 wyniosły 7,5 mln ton.
Polska posiada dobre warunki do uprawy kukurydzy. Termin siewu kukurydzy przypada na okres od 20 kwietnia do 5 maja. Przy średnich opadach rocznych 500–800 mm, których najwięcej jest w lipcu, warunki wodne są odpowiednie. Wtedy też przypada najintensywniejszy wzrost kukurydzy. W okresie sierpnia i września, kiedy następuje dojrzewanie kukurydzy w naszym klimacie, pogoda jest słoneczna i umiarkowanie ciepła – co sprzyja dojrzewaniu ziarna.        
W Polsce występuje duża różnorodność gleb, które w większości są odpowiednie pod uprawę kukurydzy dlatego można ją spotkać w zasadzie we wszystkich województwach w Polsce. Tylko na glebach ciężkich, zimnych, podmokłych, zbyt suchych, górskich i podgórskich nie jest ona uprawiana.

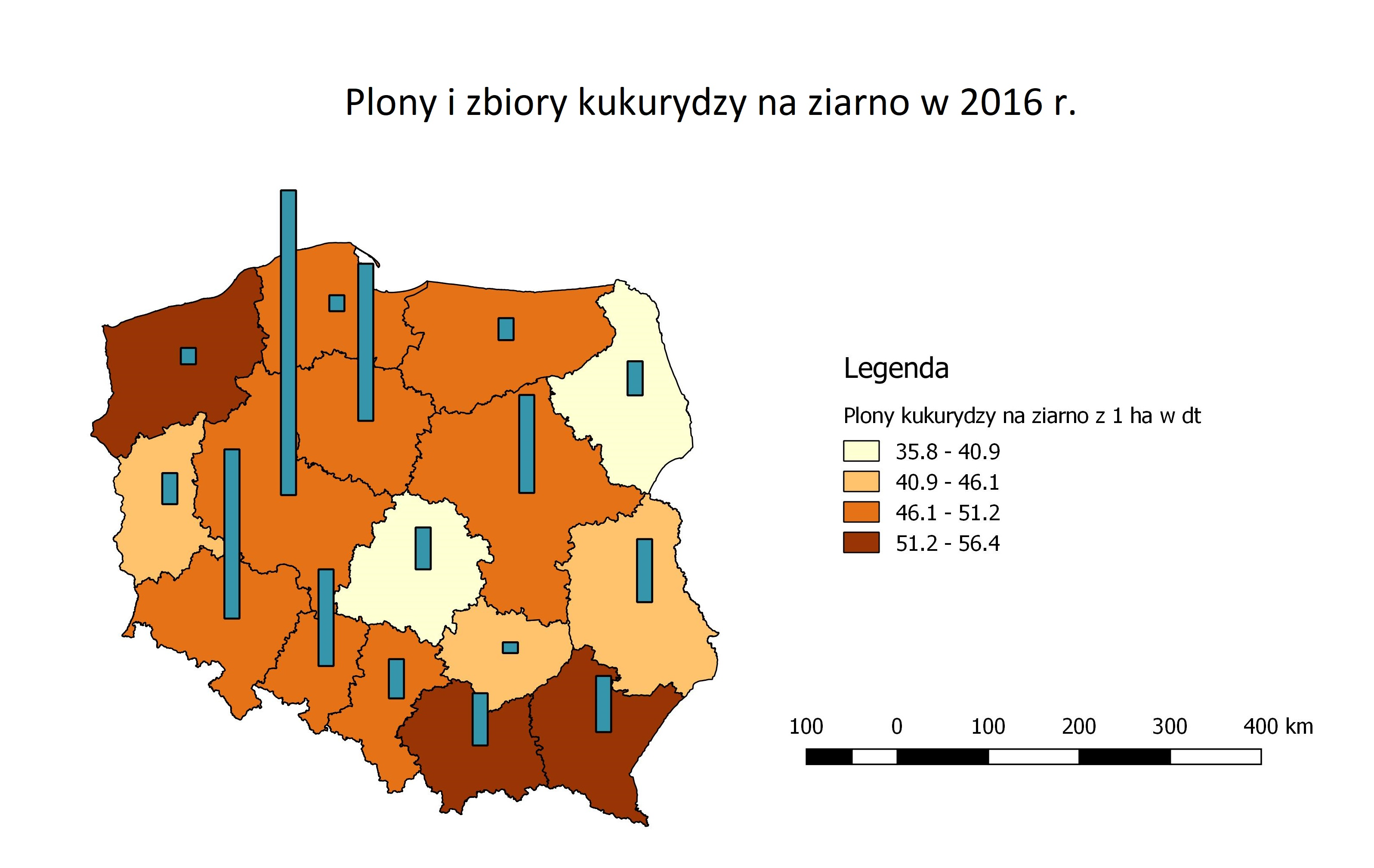
Plony i zbiory kukurydzy w Polsce w 2016 r.

### Choroby

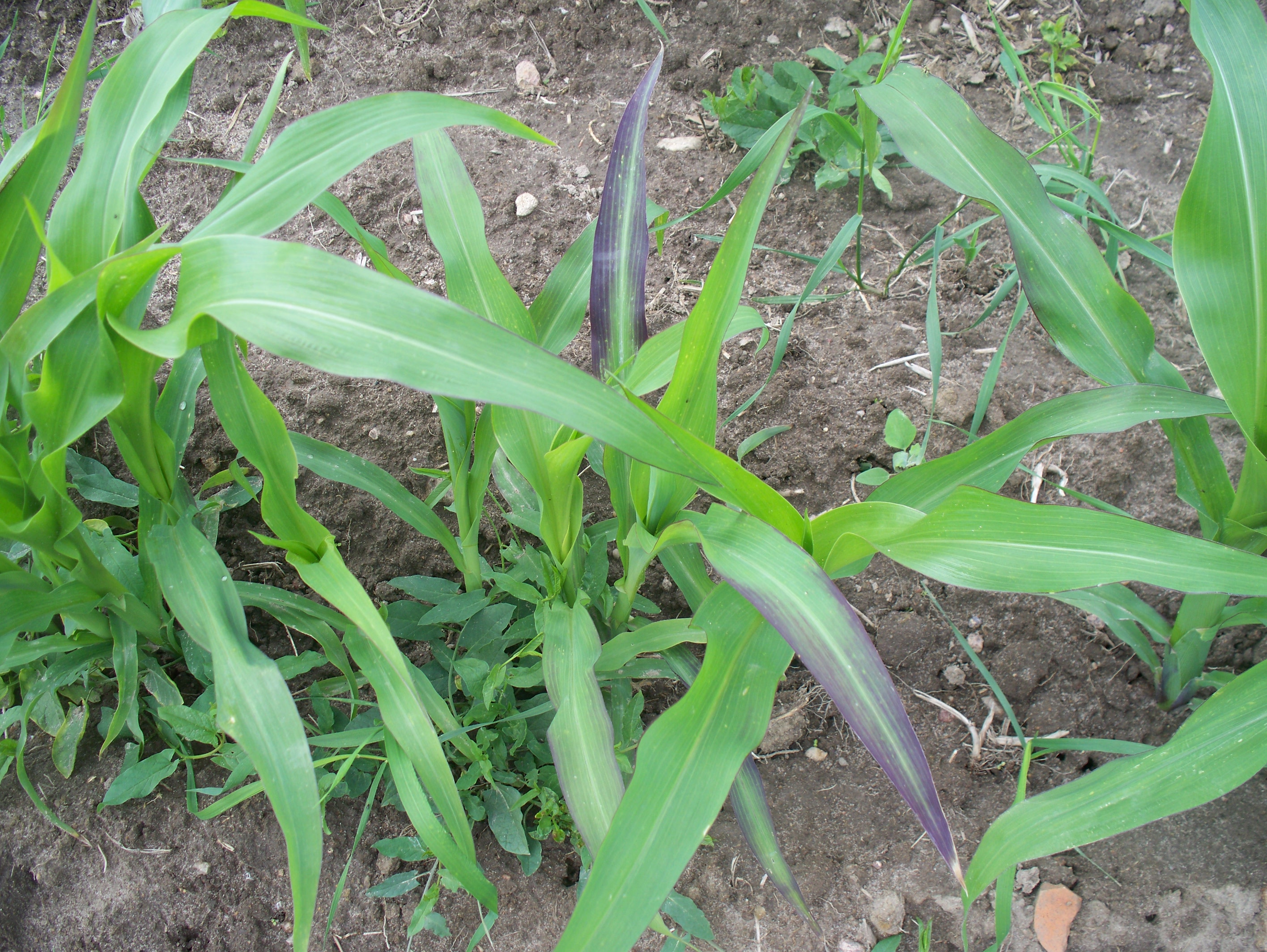
Niedobór fosforu, objawy w postaci fioletowych przebarwień na młodych roślinach

- Wirusowe: karłowa mozaika kukurydzy[24]
- Bakteryjne: bakteryjna drobna plamistość liści i więdnięcie kukurydzy, bakteryjna pasiastość liści kukurydzy, bakteryjna zgnilizna łodygi kukurydzy, bakteryjne więdnięcie kukurydzy, brązowa zgnilizna łodygi kukurydzy[24]
- Wywołane przez grzyby i lęgniowce: choroba szalonej wiechy kukurydzy, ciemnienie naczyń łodygi kukurydzy, drobna plamistość liści kukurydzy, fuzarioza kolb kukurydzy, fuzaryjna zgorzel łodyg kukurydzy, helmintosporioza liści kukurydzy, głownia guzowata kukurydzy, głownia pyląca kukurydzy, rdza kukurydzy, sucha zgnilizna kolb kukurydzy, zgorzel siewek[24].

U nowoczesnych odmian kukurydzy liście i łodygi pozostają zielone aż do pełnej dojrzałości, dłużej asymilują i mają większą odporność na fuzariozę (przedwczesne zasychanie łodyg i wyleganie).